# 藤沢市立鵠洋小学校
藤沢市立鵠洋小学校（ふじさわしりつ こうようしょうがっこう）は、神奈川県藤沢市鵠沼桜が岡にある公立小学校。

## 沿革
出典
- 1944年10月12日 - 新設予定の国民学校を藤沢市鵠洋国民学校と命名。
- 1946年
  - 7月14日 - 第三国民学校（現藤沢市立鵠沼小学校）にて鵠洋国民学校分離告別式。第三国民学校の校区を分離。
  - 8月10日 - 竣工式並びに開校式（10学級548名、教室数は6しかなかったので二部授業で対処）
- 1947年
  - 2月10日 - 脱脂粉乳とコッペパンの学校給食開始。
  - 5月1日 - 国民学校、新制の小学校に切り替えられる。藤沢市鵠洋国民学校、藤沢市立鵠洋小学校（現校名）となる。
- 1948年9月10日 - 第2回開校式挙行。9月10日を開校記念日とする。
- 1949年9月26日 - 第二期校舎増築工事竣工（8教室、便所、渡り廊下）。
- 1951年2月 - 完全給食実施。
- 1952年3月23日 - 第三期校舎増築工事竣工（2階建て校舎、便所、渡り廊下）。
- 1955年3月31日 - 第四期校舎増築工事竣工（2階建て校舎、渡り廊下）。
- 1956年11月27日 - 創立10周年記念式挙行。校歌（作詞：小林純一/作曲：磯部俶）制定。
- 1957年2月27日 - 理科室増築工事竣工→落成式。
- 1958年4月14日 - 第五期校舎増築工事竣工（4教室・便所・渡り廊下）。
- 1959年9月30日 - 第2校舎、保健室、火災により焼失。
- 1960年7月20日 - 校舎復旧工事完成。
- 1962年4月1日 - 特殊学級、藤沢市立白浜養護学校として分離独立（7月1日まで同居）。
- 1964年3月31日 - 校舎（職員室・校長室・図書室）増築工事竣工。
- 1965年4月10日 - 体育館兼講堂落成式。
- 1966年
  - 2月22日 - 新給食調理場完成。
  - 2月28日 - 理科室、火災により焼失。
- 1967年3月 - 第2校舎増改築工事（鉄筋3階建て9教室）竣工。
- 1970年
  - 3月25日 - 藤沢市立鵠南小学校開校、本校より240名の児童が指定を受けて分離式を行う。
  - 10月15日 - 県教育委員会より学校給食優良校として表彰。
- 1972年7月4日 - プール完成。
- 1978年2月28日 - 第2校舎11教室改築完成。
- 1984年
  - 10月13日 - 藤沢市学校花壇コンクール「最優秀賞」受賞。
  - 10月20日 - 全国花いっぱいコンクール神奈川地区大会「優秀賞」受賞。
- 1987年3月15日 - 創立40周年記念誌「くげぬまの風の中で」発刊。
- 1988年
  - 3月16日 - 管理棟増改築。
  - 12月20日 - 第2校舎完工。
- 2000年7月1日 - 鵠洋児童館「わんぱくワールド」、開所（用地は小説家=広津桃子の遺志により寄贈されたもの）。
- 2002年1月22日 - 学校内に不審者が乱入する。児童の避難訓練に「不審者」が追加。(2009年にこの項目は廃止)
- 2004年4月1日 - 少人数編制学級（研究指定校）（小学校1学年）に指定され、1年生1クラス増の6クラスに編制。

## 通学区域
出典
- 鵠沼松が岡
  - 1丁目
  - 2丁目
  - 3丁目
  - 4丁目
  - 5丁目
- 鵠沼藤が谷
  - 1丁目
  - 2丁目
  - 3丁目
  - 4丁目
- 鵠沼桜が岡
  - 1丁目（一部）
  - 2丁目
  - 3丁目
- 本鵠沼
  - 3丁目（一部）
  - 4丁目（一部）

## 進学先
出典
- 藤沢市立鵠沼中学校 - 北部の卒業生の進学先
- 藤沢市立湘洋中学校 - 南部の卒業生の進学先

## 著名な卒業生
- 阿部博友 - 一橋大学名誉教授
- 扇一平 - アナウンサー
- 倉田澄子 - チェリスト[要出典]
- 吉田成樹 - イベント演出家、プロデューサー[要出典]

## 交通

### 私鉄
- 小田急江ノ島線本鵠沼駅より徒歩10分